# Sametingswahlen in Norwegen
Die ersten Sametingswahlen in Norwegen fanden im Jahre 1989 statt. Die 39 Abgeordneten (2005: 43 Abgeordnete) des Sameting in Norwegen, dem Parlament der Samen, werden alle vier Jahre gewählt.

## Sametingswahl 2025
Die Sametingswahl 2025 wird am 8. September 2025 stattfinden.

## Sametingswahl 2021
| Sametingswahl 2021                              | Sametingswahl 2021                                            | Sametingswahl 2021 | Sametingswahl 2021              | Sametingswahl 2021 | Sametingswahl 2021 | Sametingswahl 2021 | Sametingswahl 2021 |    |        |
| Partei                                          | Partei                                                        | Stimmen            | Stimmen                         | Stimmen            | Sitze              | Sitze              | Sitze              |    |        |
| ----------------------------------------------- | ------------------------------------------------------------- | ------------------ | ------------------------------- | ------------------ | ------------------ | ------------------ | ------------------ | -- | ------ |
| Partei                                          | Partei                                                        |                    | Norske Samers Riksforbund (NSR) | 4.414              | 31,9 %             | ▲3,8 %             | 17                 | ▲1 | 43,6 % |
|                                                 | Nordkalottfolket (Nkf)                                        | 2.529              | 18,3 %                          | ▲11,7 %            | 9                  | ▲6                 | 23,1 %             |    |        |
|                                                 | Arbeiderpartiet (Ap)                                          | 2.081              | 15,0 %                          | ▼2,0 %             | 7                  | ▼2                 | 17,9 %             |    |        |
|                                                 | Senterpartiet (Sp)                                            | 1.326              | 9,6 %                           | ▲2,0 %             | 3                  | ▲1                 | 7,7 %              |    |        |
|                                                 | Samefolkets Parti (Sfp)                                       | 772                | 5,6 %                           | ▲3,6 %             | 1                  | ▬                  | 2,6 %              |    |        |
|                                                 | Árja                                                          | 738                | 5,3 %                           | ▼2,4 %             | 0                  | ▼1                 | 0,0 %              |    |        |
|                                                 | Fremskrittspartiet (FrP)                                      | 660                | 4,8 %                           | ▼2,7 %             | 1                  | ▬                  | 2,6 %              |    |        |
|                                                 | Høyre (H)                                                     | 596                | 4,3 %                           | ▼2,1 %             | 0                  | ▼1                 | 0,0 %              |    |        |
|                                                 | Ávjovári Johttisápmelaččaid listu (norwegisch Flyttsamelista) | 329                | 2,4 %                           | ▲0,1 %             | 1                  | ▬                  | 2,6 %              |    |        |
|                                                 | Samenes folkeforbund                                          | 200                | 1,4 %                           | ▼0,3 %             | 0                  | ▬                  | 0,0 %              |    |        |
|                                                 | Ávjovári Daloniid listu                                       | 189                | 1,4 %                           | ▼0,1 %             | 0                  | ▼1                 | 0,0 %              |    |        |
| Gesamt                                          | Gesamt                                                        | 13.834             | 100,0 %                         |                    | 39                 | ▬                  | 100,0 %            |    |        |
| Gültige Stimmen                                 | Gültige Stimmen                                               | 13.834             | 98,2 %                          |                    |                    |                    |                    |    |        |
| Ungültige Stimmen                               | Ungültige Stimmen                                             | 250                | 1,8 %                           |                    |                    |                    |                    |    |        |
| Abgegebene Stimmen                              | Abgegebene Stimmen                                            | 14.084             | 100,0 %                         |                    |                    |                    |                    |    |        |
| Abgelehnte Stimmzettel                          | Abgelehnte Stimmzettel                                        | 46                 |                                 |                    |                    |                    |                    |    |        |
| Anzahl der Wahlberechtigten und Wahlbeteiligung | Anzahl der Wahlberechtigten und Wahlbeteiligung               | 20.543             | 68,6 %                          | ▼1,7 %             |                    |                    |                    |    |        |

## Sametingswahl 2017
| Sametingswahl 2017                              | Sametingswahl 2017                                            | Sametingswahl 2017 | Sametingswahl 2017              | Sametingswahl 2017 | Sametingswahl 2017 | Sametingswahl 2017 | Sametingswahl 2017 |    |        |
| Partei                                          | Partei                                                        | Stimmen            | Stimmen                         | Stimmen            | Sitze              | Sitze              | Sitze              |    |        |
| ----------------------------------------------- | ------------------------------------------------------------- | ------------------ | ------------------------------- | ------------------ | ------------------ | ------------------ | ------------------ | -- | ------ |
| Partei                                          | Partei                                                        |                    | Norske Samers Riksforbund (NSR) | 3.303              | 28,1 %             | ▲3,9 %             | 16                 | ▲5 | 41,0 % |
|                                                 | Arbeiderpartiet (Ap)                                          | 1.998              | 17,0 %                          | ▼4,1 %             | 9                  | ▼1                 | 23,1 %             |    |        |
|                                                 | Árja                                                          | 911                | 7,7 %                           | ▼3,8 %             | 1                  | ▼3                 | 2,6 %              |    |        |
|                                                 | Senterpartiet (Sp)                                            | 889                | 7,6 %                           | ▲2,8 %             | 2                  | ▲2                 | 5,1 %              |    |        |
|                                                 | Fremskrittspartiet (FrP)                                      | 879                | 7,5 %                           | ▼1,5 %             | 1                  | ▼1                 | 2,6 %              |    |        |
|                                                 | Nordkalottfolket (Nkf)                                        | 772                | 6,6 %                           | ▲2,2 %             | 3                  | ▬                  | 7,7 %              |    |        |
|                                                 | Høyre (H)                                                     | 752                | 6,4 %                           | ▼0,6 %             | 1                  | ▼1                 | 2,6 %              |    |        |
|                                                 | Norske samers riksforbund/Samefolkets parti (NSR/SFP)         | 493                | 4,2 %                           | ▼0,5 %             | 2                  | ▬                  | 5,1 %              |    |        |
|                                                 | Ávjovári Johttisápmelaččaid listu (norwegisch Flyttsamelista) | 291                | 2,5 %                           | ▼0,9 %             | 1                  | ▬                  | 2,6 %              |    |        |
|                                                 | Šiella                                                        | 272                | 2,3 %                           | Neu                | 0                  | Neu                | 0,0 %              |    |        |
|                                                 | Samefolkets Parti (Sfp)                                       | 238                | 2,0 %                           | ▲0,2 %             | 1                  | ▲1                 | 2,6 %              |    |        |
|                                                 | Samenes folkeforbund                                          | 204                | 1,7 %                           | Neu                | 0                  | Neu                | 0,0 %              |    |        |
|                                                 | Åarjel-Saemiej-Gïelh                                          | 200                | 1,7 %                           | ▼0,4 %             | 1                  | ▼1                 | 2,6 %              |    |        |
|                                                 | Guovdageainnu Dálon searvi                                    | 177                | 1,5 %                           | Neu                | 1                  | Neu                | 2,6 %              |    |        |
|                                                 | Samedemokratene og Šiella                                     | 117                | 1,0 %                           | Neu                | 0                  | Neu                | 0,0 %              |    |        |
|                                                 | Jiehkkevárri                                                  | 82                 | 0,7 %                           | Neu                | 0                  | Neu                | 0,0 %              |    |        |
|                                                 | Sámieana                                                      | 78                 | 0,7 %                           | Neu                | 0                  | Neu                | 0,0 %              |    |        |
|                                                 | Fastboendes Liste på Sametinget                               | 76                 | 0,6 %                           | ▼2,0 %             | 0                  | ▼1                 | 0,0 %              |    |        |
|                                                 | Sosialistisk Venstreparti                                     | 25                 | 0,2 %                           | Neu                | 0                  | Neu                | 0,0 %              |    |        |
| Gesamt                                          | Gesamt                                                        | 11.757             | 100,0 %                         |                    | 39                 | ▬                  | 100,0 %            |    |        |
| Gültige Stimmen                                 | Gültige Stimmen                                               | 11.757             | 98,6 %                          |                    |                    |                    |                    |    |        |
| Ungültige Stimmen                               | Ungültige Stimmen                                             | 168                | 1,4 %                           |                    |                    |                    |                    |    |        |
| Abgegebene Stimmen                              | Abgegebene Stimmen                                            | 11.925             | 100,0 %                         |                    |                    |                    |                    |    |        |
| Abgelehnte Stimmzettel                          | Abgelehnte Stimmzettel                                        | 28                 |                                 |                    |                    |                    |                    |    |        |
| Anzahl der Wahlberechtigten und Wahlbeteiligung | Anzahl der Wahlberechtigten und Wahlbeteiligung               | 16.958             | 70,3 %                          | ▲2,9 %             |                    |                    |                    |    |        |

## Sametingswahl 2013
| Sametingswahl 2013                              | Sametingswahl 2013                                            | Sametingswahl 2013 | Sametingswahl 2013              | Sametingswahl 2013 | Sametingswahl 2013 | Sametingswahl 2013 | Sametingswahl 2013 |   |        |
| Partei                                          | Partei                                                        | Stimmen            | Stimmen                         | Stimmen            | Sitze              | Sitze              | Sitze              |   |        |
| ----------------------------------------------- | ------------------------------------------------------------- | ------------------ | ------------------------------- | ------------------ | ------------------ | ------------------ | ------------------ | - | ------ |
| Partei                                          | Partei                                                        |                    | Norske Samers Riksforbund (NSR) | 2.397              | 24,2 %             | ▲3,1 %             | 11                 | ▬ | 28,2 % |
|                                                 | Arbeiderpartiet (Ap)                                          | 2.093              | 21,1 %                          | ▼5,7 %             | 10                 | ▼4                 | 25,6 %             |   |        |
|                                                 | Árja                                                          | 1.145              | 11,5 %                          | ▲1,5 %             | 4                  | ▲1                 | 10,2 %             |   |        |
|                                                 | Fremskrittspartiet (FrP)                                      | 888                | 9,0 %                           | ▲1,2 %             | 2                  | ▼1                 | 5,1 %              |   |        |
|                                                 | Høyre (H)                                                     | 696                | 7,0 %                           | ▲2,4 %             | 2                  | ▲1                 | 5,1 %              |   |        |
|                                                 | Senterpartiet (Sp)                                            | 471                | 4,7 %                           | ▼0,2 %             | 0                  | ▬                  | 0,0 %              |   |        |
|                                                 | Norske samers riksforbund/Samefolkets parti (NSR/SFP)         | 465                | 4,7 %                           | ▲0,8 %             | 2                  | ▬                  | 5,1 %              |   |        |
|                                                 | Nordkalottfolket (Nkf)                                        | 431                | 4,3 %                           | ▲2,4 %             | 3                  | ▲2                 | 7,7 %              |   |        |
|                                                 | Ávjovári Johttisápmelaččaid listu (norwegisch Flyttsamelista) | 331                | 3,3 %                           | ▼1,0 %             | 1                  | ▼1                 | 2,6 %              |   |        |
|                                                 | Dáloniid listu/Fastboendes liste                              | 264                | 2,7 %                           | ▲1,3 %             | 1                  | ▲1                 | 2,6 %              |   |        |
|                                                 | Åarjel-Saemiej-Gïelh                                          | 205                | 2,1 %                           | ▲0,5 %             | 2                  | ▲1                 | 5,1 %              |   |        |
|                                                 | Samefolkets Parti (Sfp)                                       | 184                | 1,9 %                           | ▼0,5 %             | 0                  | ▬                  | 0,0 %              |   |        |
|                                                 | Ealáhus ja luonddu/Næring og natur                            | 132                | 1,3 %                           | Neu                | 0                  | Neu                | 0,0 %              |   |        |
|                                                 | Samer sørpå/Sámit lulde                                       | 122                | 1,2 %                           | Neu                | 1                  | Neu                | 2,6 %              |   |        |
|                                                 | Venstre (V)                                                   | 50                 | 0,5 %                           | ▬                  | 0                  | ▬                  | 0,0 %              |   |        |
|                                                 | Kristelig Folkeparti (KrF)                                    | 45                 | 0,5 %                           | ▼0,1 %             | 0                  | ▬                  | 0,0 %              |   |        |
| Gesamt                                          | Gesamt                                                        | 9.919              | 100,0 %                         |                    | 39                 | ▬                  | 100,0 %            |   |        |
| Gültige Stimmen                                 | Gültige Stimmen                                               | 9.919              | 98,8 %                          |                    |                    |                    |                    |   |        |
| Ungültige Stimmen                               | Ungültige Stimmen                                             | 121                | 1,2 %                           |                    |                    |                    |                    |   |        |
| Abgegebene Stimmen                              | Abgegebene Stimmen                                            | 10.040             | 100,0 %                         |                    |                    |                    |                    |   |        |
| Abgelehnte Stimmzettel                          | Abgelehnte Stimmzettel                                        | 37                 |                                 |                    |                    |                    |                    |   |        |
| Anzahl der Wahlberechtigten und Wahlbeteiligung | Anzahl der Wahlberechtigten und Wahlbeteiligung               | 15.005             | 67,8 %                          | ▼0,2 %             |                    |                    |                    |   |        |

## Sametingswahl 2009
| Sametingswahl 2009                              | Sametingswahl 2009                                            | Sametingswahl 2009 | Sametingswahl 2009   | Sametingswahl 2009 | Sametingswahl 2009 | Sametingswahl 2009 | Sametingswahl 2009 |    |        |
| Partei                                          | Partei                                                        | Stimmen            | Stimmen              | Stimmen            | Sitze              | Sitze              | Sitze              |    |        |
| ----------------------------------------------- | ------------------------------------------------------------- | ------------------ | -------------------- | ------------------ | ------------------ | ------------------ | ------------------ | -- | ------ |
| Partei                                          | Partei                                                        |                    | Arbeiderpartiet (Ap) | 2.534              | 26,8 %             | ▼5,0 %             | 14                 | ▼4 | 35,9 % |
|                                                 | Norske Samers Riksforbund (NSR)                               | 1.986              | 21,0 %               | ▼5,3 %             | 11                 | ▼5                 | 28,2 %             |    |        |
|                                                 | Árja                                                          | 949                | 10,0 %               | Neu                | 3                  | Neu                | 7,7 %              |    |        |
|                                                 | Fremskrittspartiet (FrP)                                      | 737                | 7,8 %                | ▲5,5 %             | 3                  | ▲3                 | 7,7 %              |    |        |
|                                                 | Senterpartiet (Sp)                                            | 466                | 4,9 %                | ▼1,8 %             | 0                  | ▼1                 | 0,0 %              |    |        |
|                                                 | Høyre (H)                                                     | 439                | 4,6 %                | ▲2,2 %             | 1                  | ▲1                 | 2,6 %              |    |        |
|                                                 | Ávjovári Johttisápmelaččaid listu (norwegisch Flyttsamelista) | 411                | 4,4 %                | ▲1,6 %             | 2                  | ▲1                 | 5,1 %              |    |        |
|                                                 | Norske samers riksforbund/Samefolkets parti (NSR/SFP)         | 366                | 3,9 %                | Neu                | 2                  | Neu                | 5,1 %              |    |        |
|                                                 | Samenes folkeforbund                                          | 297                | 3,1 %                | ▼1,8 %             | 0                  | ▬                  | 0,0 %              |    |        |
|                                                 | Samefolkets Parti (Sfp)                                       | 221                | 2,3 %                | ▼1,5 %             | 0                  | ▼1                 | 0,0 %              |    |        |
|                                                 | Sámit Mátta/Lulli-Norggas                                     | 191                | 2,0 %                | ▲0,2 %             | 1                  | ▬                  | 2,6 %              |    |        |
|                                                 | Nordkalottfolket (Nkf)                                        | 184                | 1,9 %                | ▲0,1 %             | 1                  | ▬                  | 2,6 %              |    |        |
|                                                 | Åarjel-Saemiej-Gïelh                                          | 146                | 1,5 %                | Neu                | 1                  | Neu                | 2,6 %              |    |        |
|                                                 | Dáloniid listu/Fastboendes liste                              | 124                | 1,3 %                | ▼0,5 %             | 0                  | ▼1                 | 0,0 %              |    |        |
|                                                 | Oktasašlista                                                  | 110                | 1,2 %                | Neu                | 0                  | Neu                | 0,0 %              |    |        |
|                                                 | Ofelaš                                                        | 75                 | 0,8 %                | Neu                | 0                  | Neu                | 0,0 %              |    |        |
|                                                 | Sosialistisk Venstreparti (SV)                                | 64                 | 0,7 %                | ▼2,8 %             | 0                  | ▬                  | 0,0 %              |    |        |
|                                                 | Sjaddo                                                        | 55                 | 0,6 %                | Neu                | 0                  | Neu                | 0,0 %              |    |        |
|                                                 | Kristelig Folkeparti (KrF)                                    | 48                 | 0,5 %                | Neu                | 0                  | Neu                | 0,0 %              |    |        |
|                                                 | Venstre (V)                                                   | 45                 | 0,5 %                | ▼0,2 %             | 0                  | ▬                  | 0,0 %              |    |        |
| Gesamt                                          | Gesamt                                                        | 9.448              | 100,0 %              |                    | 39                 | ▼4                 | 100,0 %            |    |        |
| Anzahl der Wahlberechtigten und Wahlbeteiligung | Anzahl der Wahlberechtigten und Wahlbeteiligung               | 13.902             | 68,0 %               | ▼3,2 %             |                    |                    |                    |    |        |

## Sametingswahl 2005
| Sametingswahl 2005                              | Sametingswahl 2005                                            | Sametingswahl 2005 | Sametingswahl 2005   | Sametingswahl 2005 | Sametingswahl 2005 | Sametingswahl 2005 | Sametingswahl 2005 |    |        |
| Partei                                          | Partei                                                        | Stimmen            | Stimmen              | Stimmen            | Sitze              | Sitze              | Sitze              |    |        |
| ----------------------------------------------- | ------------------------------------------------------------- | ------------------ | -------------------- | ------------------ | ------------------ | ------------------ | ------------------ | -- | ------ |
| Partei                                          | Partei                                                        |                    | Arbeiderpartiet (Ap) | 2.843              | 31,9 %             | ▲5,6 %             | 18                 | ▲5 | 41,9 % |
|                                                 | Norske Samers Riksforbund (NSR)                               | 2.351              | 26,3 %               | ▲1,3 %             | 16                 | ▲2                 | 37,2 %             |    |        |
|                                                 | Senterpartiet (Sp)                                            | 602                | 6,7 %                | ▼1,3 %             | 1                  | ▼2                 | 2,3 %              |    |        |
|                                                 | Samenes folkeforbund                                          | 442                | 5,0 %                | ▼0,9 %             | 0                  | ▼2                 | 0,0 %              |    |        |
|                                                 | Samefolkets Parti (Sfp)                                       | 345                | 3,9 %                | ▲0,1 %             | 1                  | ▬                  | 2,3 %              |    |        |
|                                                 | Sosialistisk Venstreparti (SV)                                | 306                | 3,4 %                | Neu                | 0                  | Neu                | 0,0 %              |    |        |
|                                                 | NSR ja SáB oktasašlistu                                       | 265                | 1,0 %                | Neu                | 1                  | Neu                | 2,3 %              |    |        |
|                                                 | Ávjovári Johttisápmelaččaid listu (norwegisch Flyttsamelista) | 254                | 2,8 %                | ▼1,7 %             | 1                  | ▬                  | 2,3 %              |    |        |
|                                                 | Várjjat Sámealbmot Lihttu                                     | 240                | 2,7 %                | Neu                | 1                  | Neu                | 2,3 %              |    |        |
|                                                 | Høyre (H)                                                     | 219                | 2,5 %                | ▲0,4 %             | 0                  | ▼1                 | 0,0 %              |    |        |
|                                                 | Fremskrittspartiet (FrP)                                      | 201                | 2,3 %                | Neu                | 0                  | Neu                | 0,0 %              |    |        |
|                                                 | Finnmarkslista                                                | 164                | 1,8 %                | Neu                | 1                  | Neu                | 2,3 %              |    |        |
|                                                 | Sámit Mátta/Lulli-Norggas                                     | 163                | 1,8 %                | ▼0,2 %             | 1                  | ▬                  | 2,3 %              |    |        |
|                                                 | Dáloniid listu/Fastboendes liste                              | 158                | 1,8 %                | ▼1,0 %             | 1                  | ▬                  | 2,3                |    |        |
|                                                 | Åarjel læstoe                                                 | 139                | 1,6 %                | Neu                | 1                  | Neu                | 2,3 %              |    |        |
|                                                 | Badjeolbmuid Listu                                            | 106                | 1,2 %                | ▲0,3               | 0                  | ▬                  | 0,0 %              |    |        |
|                                                 | Venstre (V)                                                   | 62                 | 0,7 %                | ▼0,9 %             | 0                  | ▬                  | 0,0 %              |    |        |
|                                                 | Midtre Nordland Tverrpolitiske Liste                          | 38                 | 0,4 %                | Neu                | 0                  | Neu                | 0,0 %              |    |        |
|                                                 | Sámi Rukses Válgalihttu                                       | 28                 | 0,3 %                | Neu                | 0                  | Neu                | 0,0 %              |    |        |
| Gesamt                                          | Gesamt                                                        | 8.926              | 100,0 %              |                    | 43                 | ▲4                 | 100,0 %            |    |        |
| Anzahl der Wahlberechtigten und Wahlbeteiligung | Anzahl der Wahlberechtigten und Wahlbeteiligung               | 12.475             | 71,2 %               | ▲5,0 %             |                    |                    |                    |    |        |

## Sametingswahl 2001
| Sametingswahl 2001                              | Sametingswahl 2001                                            | Sametingswahl 2001 | Sametingswahl 2001              | Sametingswahl 2001 | Sametingswahl 2001 | Sametingswahl 2001 | Sametingswahl 2001 |    |        |
| Partei                                          | Partei                                                        | Stimmen            | Stimmen                         | Stimmen            | Sitze              | Sitze              | Sitze              |    |        |
| ----------------------------------------------- | ------------------------------------------------------------- | ------------------ | ------------------------------- | ------------------ | ------------------ | ------------------ | ------------------ | -- | ------ |
| Partei                                          | Partei                                                        |                    | Norske Samers Riksforbund (NSR) | 2.036              | 31,0 %             | ▼3,4 %             | 14                 | ▼5 | 35,9 % |
|                                                 | Arbeiderpartiet (Ap)                                          | 1.727              | 26,3 %                          | ▼1,7 %             | 13                 | ▲1                 | 33,3 %             |    |        |
|                                                 | Senterpartiet (Sp)                                            | 597                | 9,1 %                           | ▲0,4 %             | 3                  | ▲1                 | 7,7 %              |    |        |
|                                                 | Samenes valgforbund                                           | 430                | 6,5 %                           | ▼1,1 %             | 2                  | ▼1                 | 5,1 %              |    |        |
|                                                 | Ávjovári Johttisápmelaččaid listu (norwegisch Flyttsamelista) | 300                | 4,6 %                           | ▲1,3 %             | 1                  | ▬                  | 2,6 %              |    |        |
|                                                 | Samefolkets Parti (Sfp)                                       | 248                | 3,8 %                           | Neu                | 1                  | Neu                | 2,6 %              |    |        |
|                                                 | Dáloniid listu/Fastboendes liste                              | 182                | 2,8 %                           | ▼0,1 %             | 1                  | ▬                  | 2,6 %              |    |        |
|                                                 | Høyre (H)                                                     | 176                | 2,7 %                           | ▼0,5 %             | 1                  | ▲1                 | 2,6 %              |    |        |
|                                                 | Sámit Mátta/Lulli-Norggas                                     | 130                | 2,0 %                           | Neu                | 1                  | Neu                | 2,6 %              |    |        |
|                                                 | Kristelig Folkeparti (KrF)                                    | 129                | 2,0 %                           | Neu                | 0                  | Neu                | 0,0 %              |    |        |
|                                                 | Samenes valgforbund og Samedemokratene                        | 109                | 1,7 %                           | ▼0,5 %             | 0                  | ▬                  | 0,0 %              |    |        |
|                                                 | Venstre (V)                                                   | 102                | 1,6 %                           | ▲0,7 %             | 0                  | ▬                  | 0,0 %              |    |        |
|                                                 | Sørsameland-lista                                             | 93                 | 1,4 %                           | Neu                | 1                  | Neu                | 2,6 %              |    |        |
|                                                 | Gaske-Dajvesne                                                | 86                 | 1,3 %                           | Neu                | 0                  | Neu                | 0,0 %              |    |        |
|                                                 | Havlandets liste                                              | 64                 | 1,0 %                           | Neu                | 0                  | Neu                | 0,0 %              |    |        |
|                                                 | Kárásjoga Badjeolbmuid Listu                                  | 56                 | 0,9 %                           | Neu                | 0                  | Neu                | 0,0 %              |    |        |
|                                                 | Midtre Nordland Sijdda                                        | 52                 | 0,8 %                           | ▼0,3 %             | 1                  | ▬                  | 2,6 %              |    |        |
|                                                 | Nord-Salten fellesliste                                       | 45                 | 0,7 %                           | Neu                | 0                  | Neu                | 0,0 %              |    |        |
|                                                 | Kystpartiet (Kp)                                              | 8                  | 0,1 %                           | Neu                | 0                  | Neu                | 0,0 %              |    |        |
| Gesamt                                          | Gesamt                                                        | 6.570              | 100,0 %                         |                    | 39                 | ▬                  | 100,0 %            |    |        |
| Anzahl der Wahlberechtigten und Wahlbeteiligung | Anzahl der Wahlberechtigten und Wahlbeteiligung               | 9 921              | 66,2 %                          | ▼5,6 %             |                    |                    |                    |    |        |

## Sametingswahl 1997
| Sametingswahl 1997                     | Sametingswahl 1997                                            | Sametingswahl 1997 | Sametingswahl 1997              | Sametingswahl 1997 | Sametingswahl 1997 | Sametingswahl 1997 | Sametingswahl 1997 |        |
| Partei                                 | Partei                                                        | Stimmen            | Stimmen                         | Sitze              | Sitze              | Sitze              |                    |        |
| -------------------------------------- | ------------------------------------------------------------- | ------------------ | ------------------------------- | ------------------ | ------------------ | ------------------ | ------------------ | ------ |
| Partei                                 | Partei                                                        |                    | Norske Samers Riksforbund (NSR) | 34,4 %             | ▲0,3 %             | 19                 | ▼3                 | 48,7 % |
|                                        | Arbeiderpartiet (Ap)                                          | 28,0 %             | ▲10,0 %                         | 12                 | ▲3                 | 30,8 %             |                    |        |
|                                        | Senterpartiet (Sp)                                            | 8,7 %              | ▲3,7 %                          | 2                  | ▼1                 | 5,1 %              |                    |        |
|                                        | Samenes valgforbund                                           | 7,6 %              |                                 | 3                  | ▲3                 | 7,7 %              |                    |        |
|                                        | Ávjovári Johttisápmelaččaid listu (norwegisch Flyttsamelista) | 3,3 %              |                                 | 1                  | ▲1                 | 2,6 %              |                    |        |
|                                        | Dáloniid listu/Fastboendes liste                              | 2,9 %              |                                 | 1                  |                    | 2,6 %              |                    |        |
|                                        | Midtre Nordland Sijdda                                        | 1,1 %              |                                 | 1                  |                    | 2,6 %              |                    |        |
|                                        | Sonstige                                                      | 14,0 %             |                                 | 0                  |                    | 0,0 %              |                    |        |
| Gesamt                                 | Gesamt                                                        | 100,0 %            |                                 | 39                 | ▬                  | 100,0 %            |                    |        |
| Abgegebene Stimmen und Wahlbeteiligung | Abgegebene Stimmen und Wahlbeteiligung                        | 6.222              | 71,8 %                          | ▼2,7 %             |                    |                    |                    |        |
| Anzahl der Wahlberechtigten            | Anzahl der Wahlberechtigten                                   | 8.665              | 100,0 %                         |                    |                    |                    |                    |        |

## Sametingswahl 1993
| Sametingswahl 1993                     | Sametingswahl 1993                     | Sametingswahl 1993 | Sametingswahl 1993              | Sametingswahl 1993 | Sametingswahl 1993 | Sametingswahl 1993 | Sametingswahl 1993 |        |
| Partei                                 | Partei                                 | Stimmen            | Stimmen                         | Sitze              | Sitze              | Sitze              |                    |        |
| -------------------------------------- | -------------------------------------- | ------------------ | ------------------------------- | ------------------ | ------------------ | ------------------ | ------------------ | ------ |
| Partei                                 | Partei                                 |                    | Norske Samers Riksforbund (NSR) | 34,1 %             | ▼1,3 %             | 22                 | ▲4                 | 56,4 % |
|                                        | Arbeiderpartiet (Ap)                   | 18,0 %             | ▼1,7 %                          | 9                  | ▲2                 | 23,1 %             |                    |        |
|                                        | Senterpartiet (Sp)                     | 5,0 %              | ▲4,2 %                          | 3                  | ▲3                 | 7,7 %              |                    |        |
|                                        | Sonstige                               | 42,9 %             |                                 | 5                  | ▼9                 | 12,8 %             |                    |        |
| Gesamt                                 | Gesamt                                 | 100,0 %            |                                 | 39                 | ▬                  | 100,0 %            |                    |        |
| Abgegebene Stimmen und Wahlbeteiligung | Abgegebene Stimmen und Wahlbeteiligung | 5.389              | 74,5 %                          | ▼0,6 %             |                    |                    |                    |        |
| Anzahl der Wahlberechtigten            | Anzahl der Wahlberechtigten            | 7.236              | 100,0 %                         |                    |                    |                    |                    |        |

## Sametingswahl 1989
|                                        | Norske Samers Riksforbund (NSR)        | 35,4 %  | 18      | 46,2 %  |
|                                        | Arbeiderpartiet (Ap)                   | 19,7 %  | 7       | 17,9 %  |
|                                        | Høyre (H)                              | 5,1 %   | 1       | 2,6 %   |
|                                        | Venstre (V)                            | 1,4 %   | 0       | 0,0 %   |
|                                        | Sp/KrF                                 | 1,3 %   | 0       | 0,0 %   |
|                                        | Kristelig Folkeparti (KrF)             | 1,0 %   | 0       | 0,0 %   |
|                                        | Senterpartiet (Sp)                     | 0,8 %   | 0       | 0,0 %   |
|                                        | Sonstige                               | 35,2 %  | 14      | 35,9 %  |
| Gesamt                                 | Gesamt                                 | 100,0 % | 39      | 100,0 % |
| Abgegebene Stimmen und Wahlbeteiligung | Abgegebene Stimmen und Wahlbeteiligung | 4.134   | 75,1 %  |         |
| Anzahl der Wahlberechtigten            | Anzahl der Wahlberechtigten            | 5.505   | 100,0 % |         |